# Marius Papšys
Marius Papšys (* 13. května 1989, Klaipeda, Litevská SSR, Sovětský svaz) je litevský fotbalový záložník a reprezentant, momentálně hrající za litevský klub FK Atlantas Klaipeda.

## Klubová kariéra
V roce 2006 podepsal smlouvu s litevským FK Vilnius. V roce 2007 odešel na krátkodobé hostování do jiného litevského klubu Interas-AE Visaginas, kde hrál v 16 zápasech. V roce 2009 odešel do ruského klubu FK Amkar Perm, kde však nastupoval pouze za rezervní mužstvo. Poté se vrátil do Litvy, kde se dohodl s klubem FK Klaipeda, za nějž nastoupil v 19 zápasech a vstřelil 5 gólů.
V roce 2010 jej získal český klub 1. FK Příbram, zde strávil následující 2½ sezóny. První ligový gól vstřelil 8. května 2011 proti domácímu FK Ústí nad Labem, v 90. minutě stanovil konečné skóre 3:0 pro Příbram. Celkem nastoupil v Příbrami k 31 ligovým zápasům a vsítil dva góly. V lednu 2013 z Příbrami odešel.

## Reprezentace
Papšys působil v litevském mládežnickém výběru do 21 let.
7. června 2011 debutoval v A-mužstvu Litvy v přátelském utkání proti domácímu Norsku, které Litva prohrála 0:1.